# Unsteady (canción de X Ambassadors)
«Unsteady» (en español: «Inestable») es una balada de la banda estadounidense de rock X Ambassadors, escrita por los intérpretes y el productor inglés Alex Da Kid para el segundo extended play de la banda, «The Reason EP» y posteriormente agregada al álbum debut de la agrupación, «VHS». El tema fue lanzado como un sencillo promocional del álbum el 13 de octubre de 2015, por medio de KIDinaKORNER e Interscope Records.

## Vídeo musical
Se estrenó completo en Internet el 2 de octubre con una duración de 3:25 minutos, tiene una trama de conflictos de pareja, donde va mostrando la situación de una joven pareja tras su matrimonio, mostrando los cambios en su relación con flashbacks simultáneos entre una cita a un restaurante hasta el día actual, donde comparten una casa y un hijo. El vídeo comienza con una chica entrando al restaurante y un niño entrando a una habitación, la chica y un chico se abrazan, mientras el niño es alzado por un hombre en el aire mientras ríen juntos, en el flashback la pareja come y llega una camarera quien les pregunta por su pedido, en la actualidad, llega una mujer con tazas de café a la habitación y se sienta mientras ve al niño jugar con bloques, sucede otro flashback donde se ve a la chica botando accidentalmente los recipientes de sal y pimienta sobre la mesa, ella ríe mientras coge una papa frita, en el presente, la mujer sin querer tira una construcción del niño y alza las manos, mientras el niño ríe; en la cafetería, el chico saca una cantimplora, la cual contiene alcohol, ante la mirada curiosa de la chica; y vierte un poco en su café, en el presente, pasa lo mismo, solo con la excepción que la mujer ve con molestia la situación; en el flashback, se ve a la pareja saliendo de la cafetería, en el presente; la familia va a la cocina y la mujer hace que el niño salga y empieza a gritarle al hombre por haber bebido frente al niño, en el flashback ella le susurra algo mientras sonríe, el chico saca un anillo y le da a la chica, ella se quita la cadena de su cuello y ambos juntan ambas joyas; en el presente, el hombre sale furioso de la casa y la mujer va detrás de él (aun gritándole), mientras en el flashback ambos salen juntos riéndose de la cafetería y entran a un carro, donde cuelgan el collar con el anillo en el espejo retrovisor, en el presente, la pareja entra y empieza a discutir en el carro, mientras un flashback los muestra dándose un beso, en la actualidad sigue discutiendo hasta que en un momento se tranquilizan y dejan de gritarse. El video contiene la aparición de la banda en algunos periodos de tiempo
En 2016, la canción se relanzó con un remix hecho por Erich Lee, para el soundtrack de la película Me Before You, este video muestra al cantante principal cantando mientras dirige una orquesta y aparecen escenas de la película.

### Listas semanales
| Lista (2015–16)                      | Mejor posición |
| ------------------------------------ | -------------- |
| Australia (ARIA)                     | 94             |
| Canadá (Canadian Hot 100)            | 74             |
| Canada Rock (Billboard)              | 11             |
| Estados Unidos (Billboard Hot 100)   | 39             |
| Estados Unidos (Adult Top 40)        | 7              |
| Estados Unidos (Alternative Airplay) | 4              |